# Сонячна доба

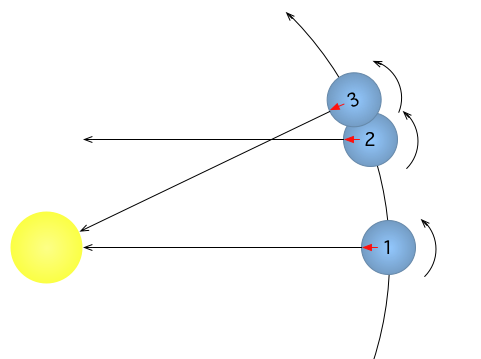
(1) — початкове положення тіла; (2) — положення, що відповідає одному оберту навколо власної осі; (3) — положення після однієї сонячної доби

Сонячна доба — проміжок часу, за який небесне тіло здійснює 1 оберт навколо своєї осі відносно центра Сонця.[уточнити]
Строгіше, це проміжок часу між двома однойменними (верхніми або нижніми) кульмінаціями (проходженнями через меридіан) центра Сонця в певній точці Землі (або іншого небесного тіла).
Сонячна доба не дорівнює періоду обертання Землі навколо своєї осі (зоряній добі). Внаслідок обертання Землі навколо Сонця, останнє для земного спостерігача щодня займає дещо інше положення на небесній сфері.

## Чому в Землі сонячна доба довша від зоряної
Земля обертається із заходу на схід, відповідно, для спостерігача на Землі світила рухаються небом зі сходу захід. Разом з тим, Земля здійснює не тільки оберти навколо своєї осі, а й витки навколо Сонця, причому й те, й інше в один бік (або однаково проти годинникової стрілки для спостерігача над північним полюсом, з-під північного неба, або однаково за годинниковою стрілкою для спостерігача над південним полюсом, з-під південного неба). Для віддалених зір обидва ці обертальні рухи Землі додаються, прискорюючи обертання умовної «небесної сфери». На значно ближчому Сонці обертання Землі навколо нього позначається так: Земля має «докрутитися» приблизно на 1 додатковий градус від повного оберту навколо власної осі після кожної зоряної доби, щоб для земного спостерігача Сонце завершило повний добовий рух небом. Для земного ж спостерігача це явище виглядає як «відставання» Сонця від зір, «пропускання вперед» зір у загальному добовому русі світил небом зі сходу на захід, або взагалі як річний рух Сонця у протилежному напрямку, із заходу на схід екліптикою та зодіакальними сузір'ями (на цьому концепті засновано астрологію та гороскопи).

## Обчислення сонячної та зоряної доби
Точний період обертання Землі можна виміряти, взявши за точку відліку якусь «нерухому зорю» (тобто розташовану так далеко, що рух Землі практично не змінює напрямук на зорю). Цей період називають зоряною добою, він дорівнює Тз ≈ 23ч56м4,090 530 833с = 86 164,090 530 833 с
(на 1 січня 2000 року), тобто майже на 4 хвилини менше від звичайної стандартної доби. В рік укладається рівно на 1 зоряну добу більше, ніж кількість сонячних діб (відповідно 366,242 і 365,242) — це легко зрозуміти, помітивши, що за рік Сонце робить рівно один обхід небом, тому кількість обертів Землі відносно Сонця за рік рівно на 1 менша, ніж кількість обертів Землі відносно нерухомих зір. Отже, середня за рік тривалість сонячної доби {\displaystyle T_{\text{с}}} пов'язана з періодом обертання Землі {\displaystyle T_{\text{з}}} і періодом її орбітального обертання навколо Сонця {\displaystyle T} таким співвідношенням:
Т / Тс = Т / Тз − 1, або
1 / Тс = 1 / Тз − 1 / T.
Це співвідношення справедливе для будь-якої планети, напрямок обертання якої навколо своєї осі збігається з напрямком її обертання навколо Сонця (точніше, якщо вектори відповідних кутових швидкостей утворюють гострий кут). Якщо ці напрямки протилежні (кут тупий), то знак мінус у співвідношеннях змінюється плюс.
Початком справжньої сонячної доби на певному меридіані Землі (місцевою істинною сонячною північчю) вважають момент нижньої кульмінації справжнього Сонця. Справжній місцевий сонячний час на певному меридіані чисельно дорівнює годинному куту справжнього Сонця, вираженому годинною мірою, плюс 12год.

### Коливання тривалості сонячної доби

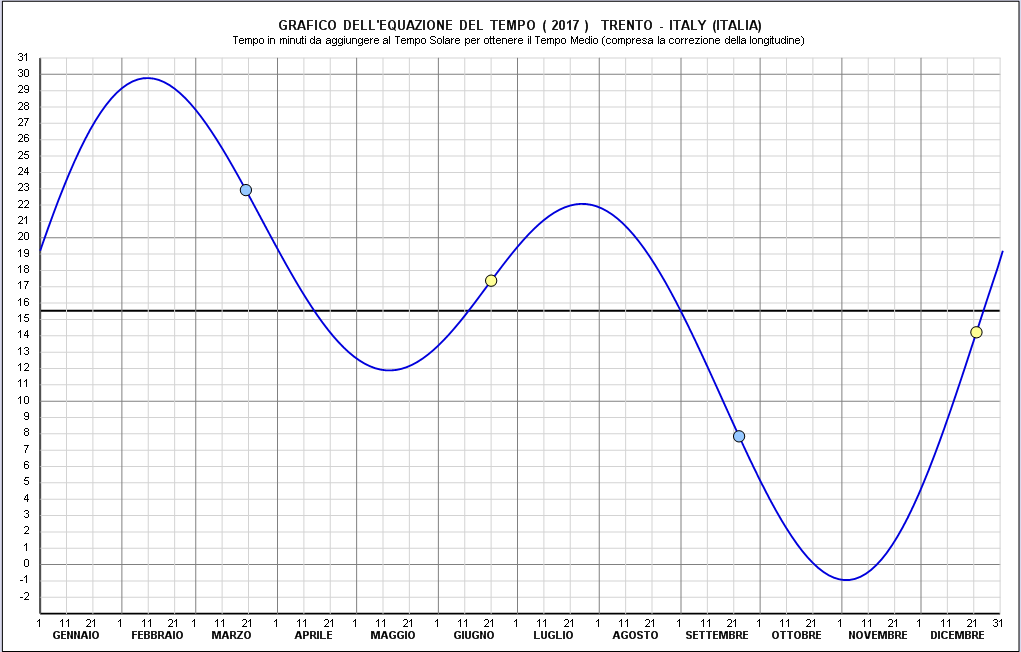
Графік рівняння часу

Через еліптичність земної орбіти лінійна швидкість руху та кутова швидкість обертання Землі навколо Сонця змінюється протягом року. Найповільніше Земля рухається по орбіті, перебуваючи в афелії — найвіддаленішій від Сонця точці орбіти, найшвидше — перебуваючи в перигелії. Це є суттєвою причиною зміни тривалості сонячної доби протягом року. Іншою суттєвою причиною є нахил земної осі, який призводить до руху Сонця по небесній сфері вгору та вниз від екватора протягом року. При цьому пряме сходження Сонця поблизу рівнодення змінюється повільніше (оскільки Сонце рухається під кутом до екватора), ніж під час сонцестоянь, коли воно рухається паралельно екватору. Так, під час весняного рівнодення пряме сходження справжнього Сонця за добу збільшується приблизно на 3хв39с, а під час літнього сонцестояння — на 4хв10с. Найбільша різниця тривалості справжньої сонячної доби протягом року становить приблизно 50 с. При цьому тривалість справжньої сонячної доби взимку більша, ніж улітку (пори року вказано для Північної півкулі).
Коливання тривалості сонячної доби призводить до того, що справжній місцевий сонячний час (який показує сонячний годинник) тече нерівномірно, якщо його звіряти з механічним або електронним годинником, що показує середній сонячний час. Різниця між середнім і справжнім сонячним часом, звана рівнянням часу, щорічно близько 12 лютого досягає максимуму (сонячний годинник відстає на 14,3 хв) і починає зменшуватися. Близько 15 травня досягається локальний мінімум (сонячний годинник випереджає на 3,8 хв), 27 липня — локальний максимум (відставання на 6,4 хв). Близько 4 листопада рівняння часу досягає мінімуму за весь рік: сонячний годинник випереджає на 16,4 хв.

### Середня сонячна доба
Щоб не враховувати цю змінність у повсякденному житті, використовують середню сонячну добу, прив'язану до так званого середнього екваторіального Сонця — умовної точки, що рухається рівномірно небесним екватором (а не екліптикою, як реальне Сонце) і збігається з центром Сонця в момент весняного рівнодення. Період обертання середнього Сонця небесною сферою дорівнює тропічному року.
За початок середньої сонячної доби на певному меридіані вважається момент нижньої кульмінації середнього екваторіального сонця (середня північ).
Тривалість середньої сонячної доби не зазнає періодичних змін, як тривалість істинної сонячної доби, але вона монотонно змінюється через змінення періоду осьового обертання Землі і (меншою мірою) через змінення тривалості тропічного року, збільшуючись приблизно на 0,0014 секунди за століття. Так, тривалість середньої сонячної доби на початку 2000 року дорівнювала 86400,002 секунди. Тут за одиницю вимірювання взято саме секунду SI, визначену з використанням внутрішньоатомного періодичного процесу, а не середню сонячну секунду, яка за визначенням дорівнює 1/86 400 частині середньої сонячної доби і, отже, також не є постійною.

### Введення поправок
Хоча середня сонячна доба не є, строго кажучи, незмінною одиницею часу, але повсякденне життя людей пов'язане саме з нею. Через накопичення поправки до тривалості доби в середньому сонячному часі відносно рівномірного атомного часу іноді доводиться додавати до атомної шкали UTC так звану високосну секунду, щоб відновити прив'язку цієї шкали до сонячної шкали часу UT. Теоретично можливе і віднімання високосної секунди, оскільки обертання Землі у принципі не має постійно сповільнюватися.

## Сонячна доба на інших планетах та супутниках

### Місяць
Середня сонячна доба на Місяці дорівнює середньому синодичному місяцю (середньому проміжку між двома однаковими фазами Місяця, наприклад, повнями) — 29д12год44хв2,82с. Справжня сонячна доба може відхилятися від середньої на 13 год в обидва боки, що пов'язано як з нерівномірністю руху Землі орбітою, так і з нахилом орбіти Місяця до екліптики, з еліптичністю її орбіти і з нахилом осі обертання Місяця до площини орбіти (див. також Лібрація).

### Інші супутники планет
Як і у випадку Місяця, більшість супутників планет у Сонячній системі внаслідок припливного захоплення мають орбітальний період, що дорівнює періоду осьового обертання. Таким чином, для цих супутників середня сонячна доба близька до періоду обертання навколо планети (але не дорівнює йому). Винятками є найбільш зовнішні супутники планет-гігантів (наприклад, Феба), а також Гіперіон, який обертається навколо своєї осі хаотично.

### Планети
Меркурій обходить навколо Сонця за 87,97 доби, а навколо своєї осі робить повний оберт за 58,65 доби (ці періоди відносяться як 3:2). Середній проміжок часу між двома верхніми кульмінаціями Сонця на цій планеті дорівнює 176 добам, що дорівнює двом її рокам. Цікаво, що коли він перебуває поблизу перигелію, Сонце для спостерігача на поверхні планети може протягом 8 діб рухатись у зворотному напрямку, тому, строго кажучи, прив'язка визначення сонячної доби до кульмінації в цьому випадку не цілком коректна.
На Венері, чий сидеричний період обертання навколо своєї осі становить 243 доби — більше, ніж орбітальний період (224,7 доби), середня сонячна доба дорівнює приблизно 116,7 доби (через обертання у зворотний бік).
На Марсі середня сонячна доба лише трохи більша, ніж земна — 24год39хв35,244с.
На газових гігантах, які не мають твердої поверхні, сонячна доба залежить від широти — атмосфера на різних широтах обертається з різними швидкостями. Нижче за сонячну добу та період обертання прийнято екваторіальну сонячну добу та екваторіальний період обертання.
На Юпітері доба дорівнює 9год55хв40с, на Сатурні 10год34хв13с.
На Урані, зважаючи на те, що його вісь нахилена до осі орбіти під кутом більше 90°, Сонце для спостерігача на поверхні рухається відносно зірок небесною сферою не назад (як на Землі та інших планетах, у яких вісь обертання розташована під гострим кутом до осі орбіти), а вперед. Унаслідок цього середня сонячна доба не довша за зоряну добу, як у інших планет, а коротша. В один «рік» Урана (його період обертання навколо Сонця, 30 685,4д) укладається 42 717,7 його зоряної доби і 42 718,7 його сонячної доби, звідки середня сонячна доба на екваторі Урана дорівнює 17год14хв22,5с, всього на 1,5 с менше від періоду обертання.
На Нептуні сонячна доба дорівнює 15год57хв59с.
У Плутона, зважаючи на його крайню віддаленість від Сонця (і, отже, малу кутову орбітальну швидкість) середня сонячна доба практично дорівнює періоду обертання: 6д9год17хв36с.